# Маккиннон, Кейт
Кэ́трин (Кейт) Макки́ннон Бе́ртольд (англ. Kathryn "Kate" McKinnon Berthold, род. 6 января 1984) — американская актриса

 и комик. В начале карьеры она была регулярным членом актёрского состава скетч-шоу Big Gay Sketch Show (2006—2010), а также выступала в других комедийных программах. В 2012 году Маккиннон присоединилась к Saturday Night Live в качестве исполнительницы женских ролей, становясь в итоге по мнению критиков преемницей Тины Фей, Эми Полер и Кристен Уиг.

## Карьера
Вошла в историю Saturday Night Live став первой открытой лесбиянкой в регулярном актёрском составе. В 2014 году её выступления в шоу принесли ей номинацию на премию «Эмми» за лучшую женскую роль второго плана в комедийном телесериале. В 2016 году Маккиннон выиграла награду.
В январе 2015 года Маккиннон получила одну из центральных ролей в перезагрузке фильма «Охотники за привидениями» режиссёра Пола Фига, где также снимались Мелисса Маккарти, Кристен Уиг и Лесли Джонс, который вышел на экраны 22 июля 2016 года.
Во второй половине 2016 года получила широкую известность исполнением роли Хиллари Клинтон в выпусках Saturday Night Live, посвящённых предвыборным дебатам в США (вместе с актёром Алеком Болдуином, исполняющим роль Дональда Трампа).
По окончании 47-го сезона SNL в мае 2022 года покинула проект.

## Личная жизнь
Маккиннон — открытая лесбиянка.

## Фильмография
| Год  | Название на русском       | Название на английском | Роль              | Примечания                                                         |
| ---- | ------------------------- | ---------------------- | ----------------- | ------------------------------------------------------------------ |
| 2011 |                           | Pudding Face           | Эми               | Короткометражный фильм                                             |
| 2012 | Мой лучший день           | My Best Day            | Хизер             | Ashland Independent Film Festival Award за лучший актёрский состав |
| 2012 |                           | Hannah Has a Ho-Phase  | Ники              |                                                                    |
| 2014 | Партнёры по жизни         | Life Partners          | Трэйси            |                                                                    |
| 2014 |                           | Intramural             | Вики              |                                                                    |
| 2015 | Сёстры                    | Sisters                |                   |                                                                    |
| 2016 | Angry Birds в кино        | The Angry Birds Movie  | Стелла            | Озвучивание                                                        |
| 2016 | В поисках Дори            | Finding Dory           | Инес              | Озвучивание                                                        |
| 2016 | Охотники за привидениями  | Ghostbusters           | Джиллиан Хольцман |                                                                    |
| 2016 | Зачинщики                 | Masterminds            | Джандис           |                                                                    |
| 2016 | Новогодний корпоратив     | Office Christmas Party | Мэри              |                                                                    |
| 2017 | Очень плохие девчонки     | Rough Night            | Пиппа             |                                                                    |
| 2017 | Друзья с колледжа         | Friends from College   | Шона              |                                                                    |
| 2018 | Шпион, который меня кинул | The Spy Who Dumped Me  | Морган            |                                                                    |
| 2019 | Yesterday                 | Yesterday              | Дебра Хаммер      |                                                                    |
| 2019 | Скандал                   | Bombshell              | Джесс Карр        |                                                                    |
| 2023 | Барби                     | Barbie                 | «странная» Барби  |                                                                    |